# 日本デジコム
株式会社日本デジコム（略称:JDC 英称: Japan Digital Communications Ltd）は日本の電気通信事業者である。

## 沿革
- 1999年
  - 2月 - 衛星通信専門のベンチャーとして東京都中央区八丁堀にて創業。
  - 3月 - インマルサットサービスプロバイダ認定（ISPコード：8211）取得。
- 2001年10月 - イリジウム衛星電話サービス（海外専用）取扱開始。
- 2002年5月 - スラーヤ衛星電話サービス（海外専用）取扱開始。
- 2004年
  - 11月 - 東京都中央区茅場町に本社移転。
  - 12月 - インマルサットPSA認定取得（PSAコード：3124）。
- 2006年
  - 2月 - ベンチャー通信主催「ベストベンチャー100社」受賞。
  - 11月 - 登録電気通信事業者 第327号 受理。
- 2007年1月 - インマルサット ミニM型及びBGAN型包括免許取得。
- 2009年11月 - UQコミュニケーションズのMVNOとしてモバイルWiMAXサービスを開始。
- 2012年
  - 8月 - インマルサット IsatPhone（アイサットフォン）GSPS型包括免許取得。
  - 11月 - 東京都中央区入船に本社を移転。
  - 12月 - スラーヤ衛星携帯電話サービス包括免許取得。
- 2015年
  - 5月 - Isat Data Pro包括免許取得。
  - 8月 - ESV包括免許取得。
- 2019年
  - 2月 - Iridium包括免許取得。
  - 3月 - インマルサットGX包括免許取得。
- 2020年
  - 2月 - 国内最安値のスラーヤXT-LITE取扱開始。
  - 8月 - 個人客向けにオンラインショップ開始。
- 2024年8月31日 - スラーヤ衛星電話サービスを終了[2][3]。

## 事業・サービス
- イリジウム衛星電話サービス
- スラーヤ衛星電話サービス
- グローバルスター衛星電話サービス（海外専用）
- インマルサット衛星電話サービス
  - BGAN（BGAN、FBB、SBB）型サービス、GSPS型（IsatPhone）サービス、GXサービスを提供
- ESV（Earth Station on board Vessel）衛星通信サービス
- 衛星電話本体及び周辺機器の開発・販売／レンタル／修理事業
- 衛星通信ソリューション事業
- 映像伝送機器の開発・販売
- 各種携帯電話回線サービスの提供

## 資格／免許
- インマルサット Point of Service Activation（Code：3124）
- 登録電気通信事業者 第327号
- 計算担当機関 JP06
- 総務省 インマルサットBGANサービス包括免許 （関包第19590号）
- Cobham Satcom 日本総代理店

## 提携先
- Inmarsat
- THURAYA
- Marlink
- SingTel
- Cobham Satcom
- Collins Aerospace
- Honeywell
- Beam Communications
- ティーガイア
- TDモバイル